# Station Hennigsdorf Nord
Station Hennigsdorf Nord is een voormalig spoorwegstation in de Duitse plaats Hennigsdorf. Het station werd in 1953 geopend. 
Tot 1983 werd het station bediend door de S-Bahn van Berlijn.